# Hostinec U chmelového věnce
Hostinec U chmelového věnce je bývalý zájezdní hostinec na jihozápadním okraji města Roudnice nad Labem v okrese Litoměřice v Ústeckém kraji. Barokní areál je zapsaný v Ústředním seznamu nemovitých kulturních památek. Bývalý hostinec je ve vlastnictví pražské akciové společnosti LAND TRADE a. s.

## Historie

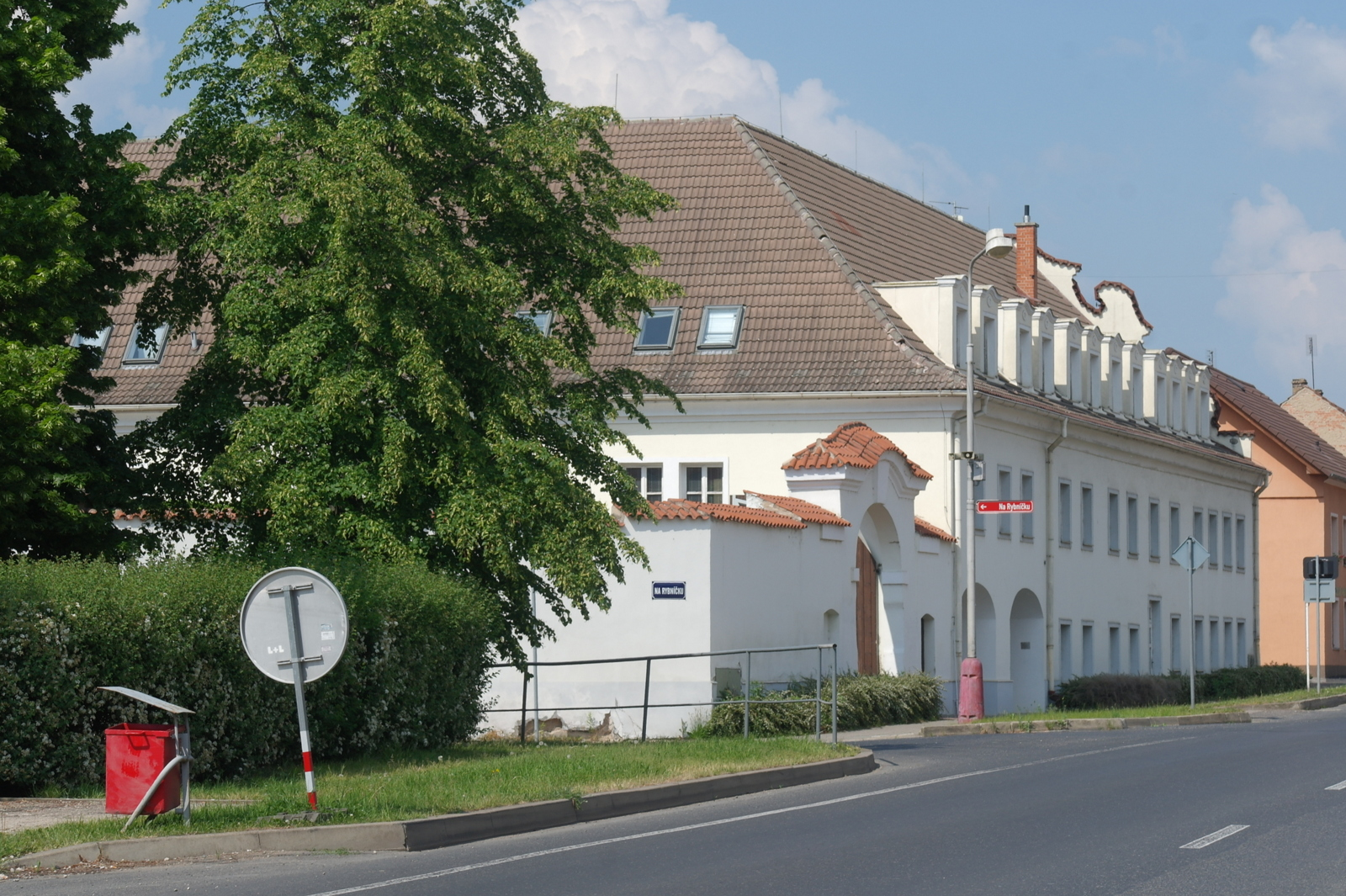
Pohled od jihu

Zájezdní hostinec U chmelového věnce byl postaven v 18. století v osadě Hracholusky u páteřní komunikace, která vedla z Roudnice nad Labem do Prahy. V druhé polovině 20. století byl hostinec ve správě městského národního výboru a sloužil jako pivnice a bytový dům.
Nedaleko, zhruba 200 metrů od hostince směrem na západ mezi ulicemi Na Rybníčku a Podluskou, je další památkově chráněná barokní stavba z druhé poloviny 18. století. Jedná se o pozdně barokní usedlost se samostatně ohraničeným vnitřním dvorem, připomínající venkovský zámeček nižší šlechty. Zmíněný dům a zájezdní hostinec jsou nejvýznamnějšími historickými objekty v Hracholuskách. Předměstí Hracholusky bylo od roku 1850 ve volném spojení s Roudnicí, na přelomu let 1922/1923 se Hracholusky staly nedílnou součástí města.

## Popis
Barokní areál někdejšího zájezdního hostince se nachází na území bývalé osady Hracholusky, která se rozkládá na pravém břehu potoka Čepel a nyní je základní sídelní jednotkou města Roudnice nad Labem. Patrová budova je postavena na půdorysu ve tvaru písmene "L". Čelní strana hostince je obrácena směrem na východ k hlavní silnici (Žižkova ulice), jižní křídlo směřuje do dvora. Areál je obklopen zdmi s branami na jižní a východní straně, které jsou rovněž předmětem ochrany.
Na severní straně budovy je v přízemí zazděný půlkruhový portál, nad ním v patře je prázdný výklenek s okny po obou stranách. Nad prvním patrem se zvedá štít s volutovými křídly. V nejvyšší části štítu je umístěn reliéf s vyobrazením božího oka obklopeného paprsky. Východní strana budovy má celkem 12 okenních os. V přízemí uprostřed je vstup, v levé části při jihozápadním rohu budovy je menší podloubí či otevřená předsíň se dvěma arkádami. Uvnitř domu v přízemí je klenutá čtvercová místnost s centrálním pilířem, k němuž se sbíhá klenba.

## Galerie

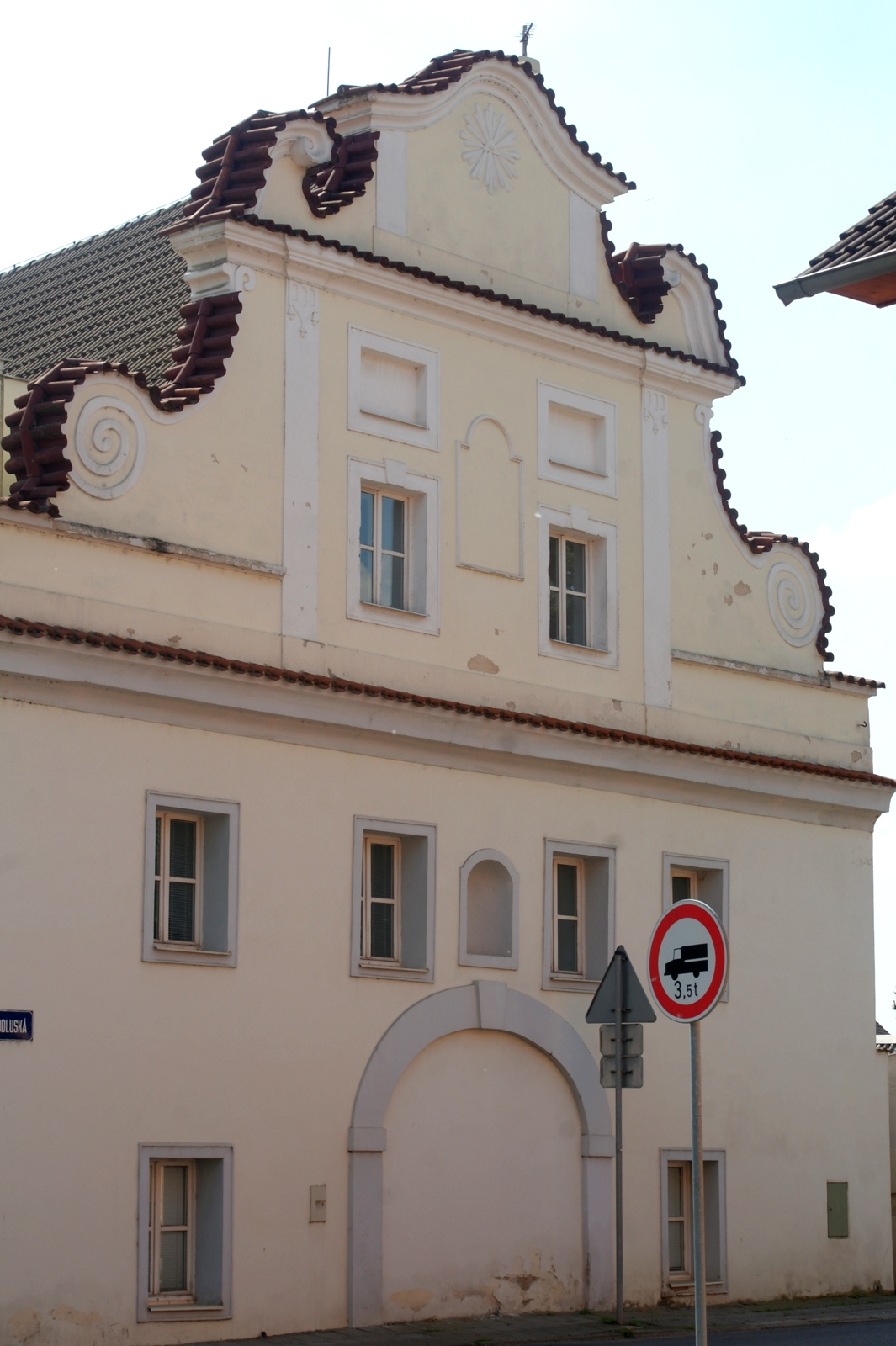
Severní štít s reliéfem
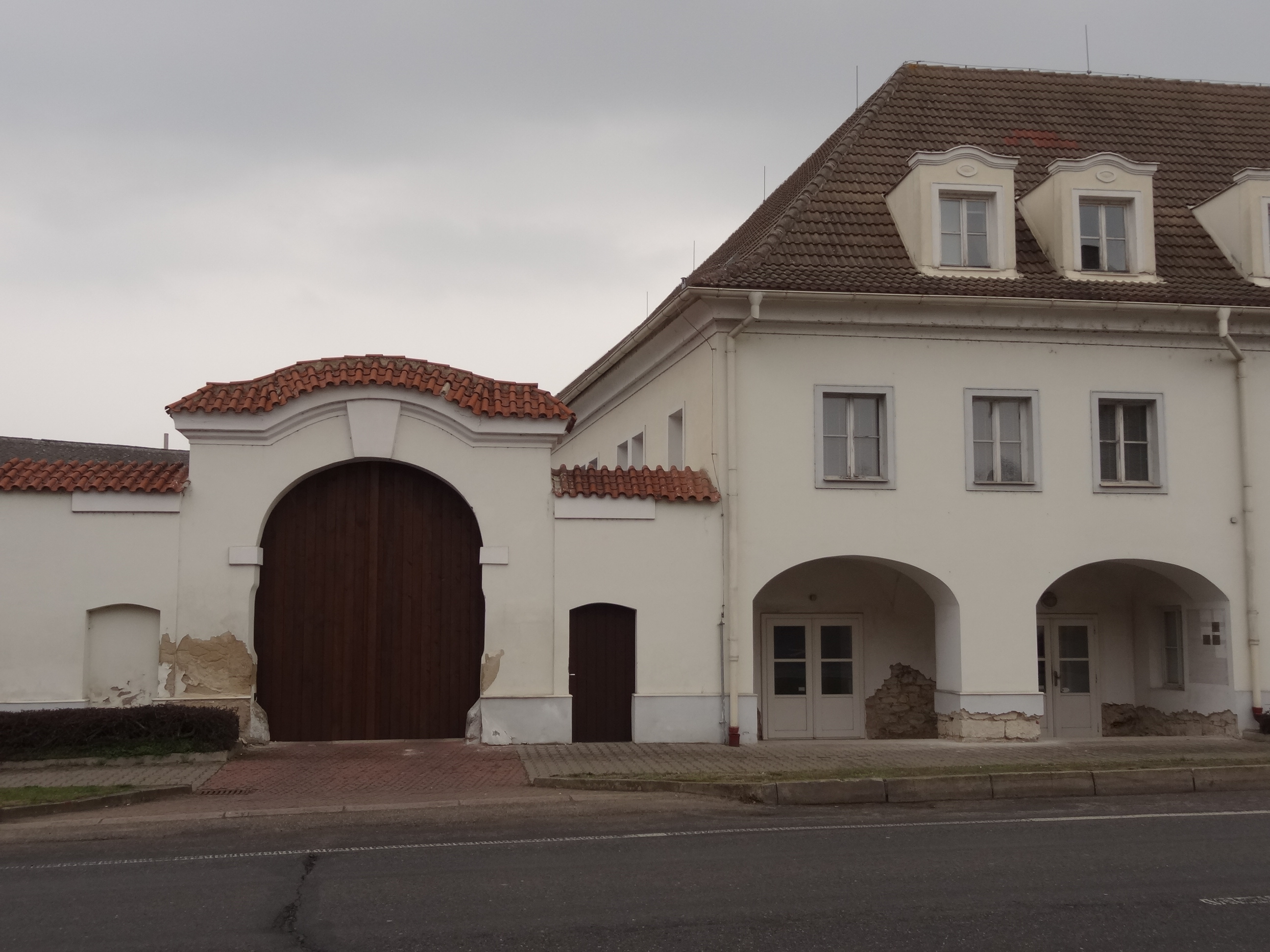
Brána a podloubí
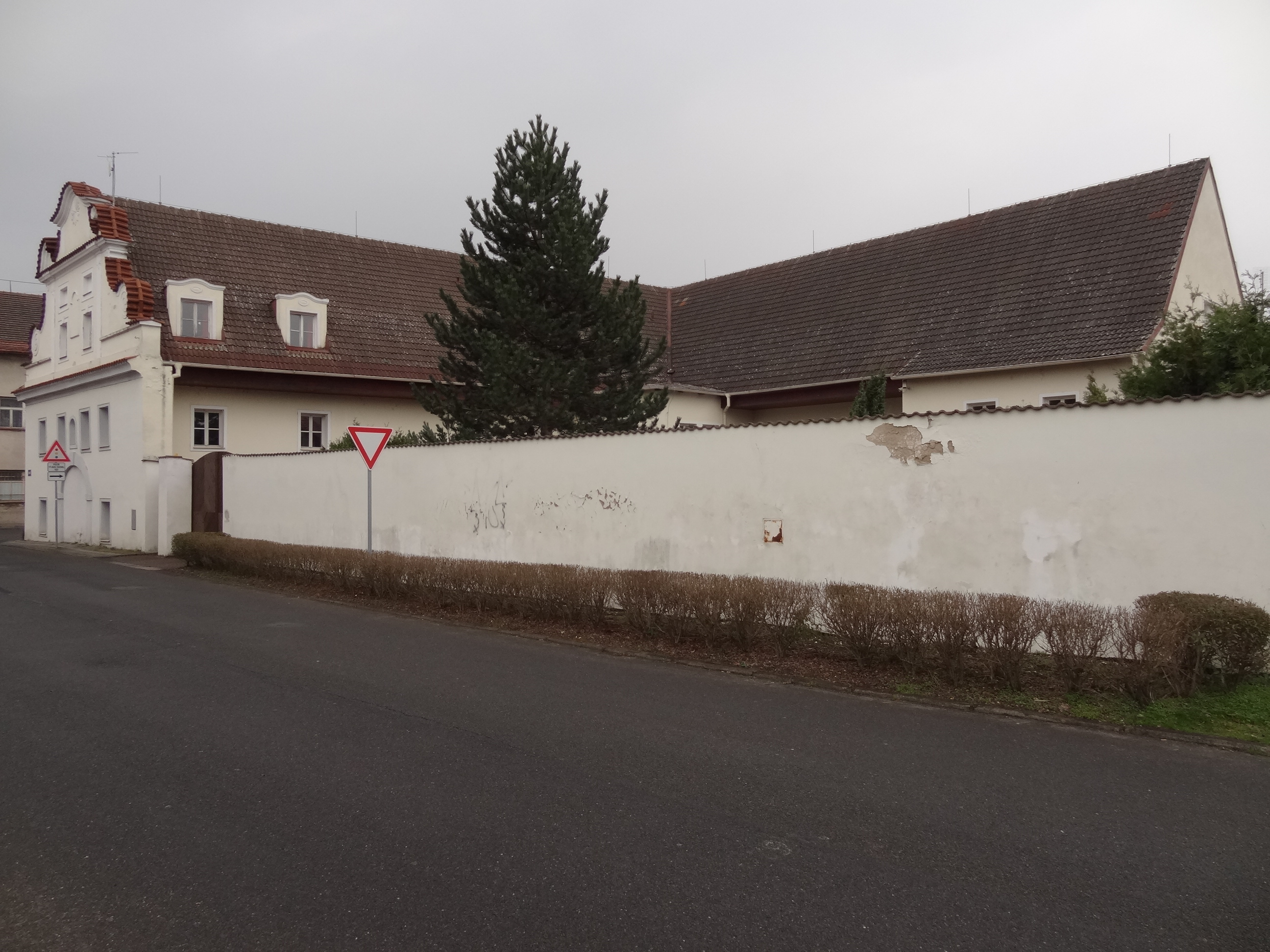
Severní zeď areálu
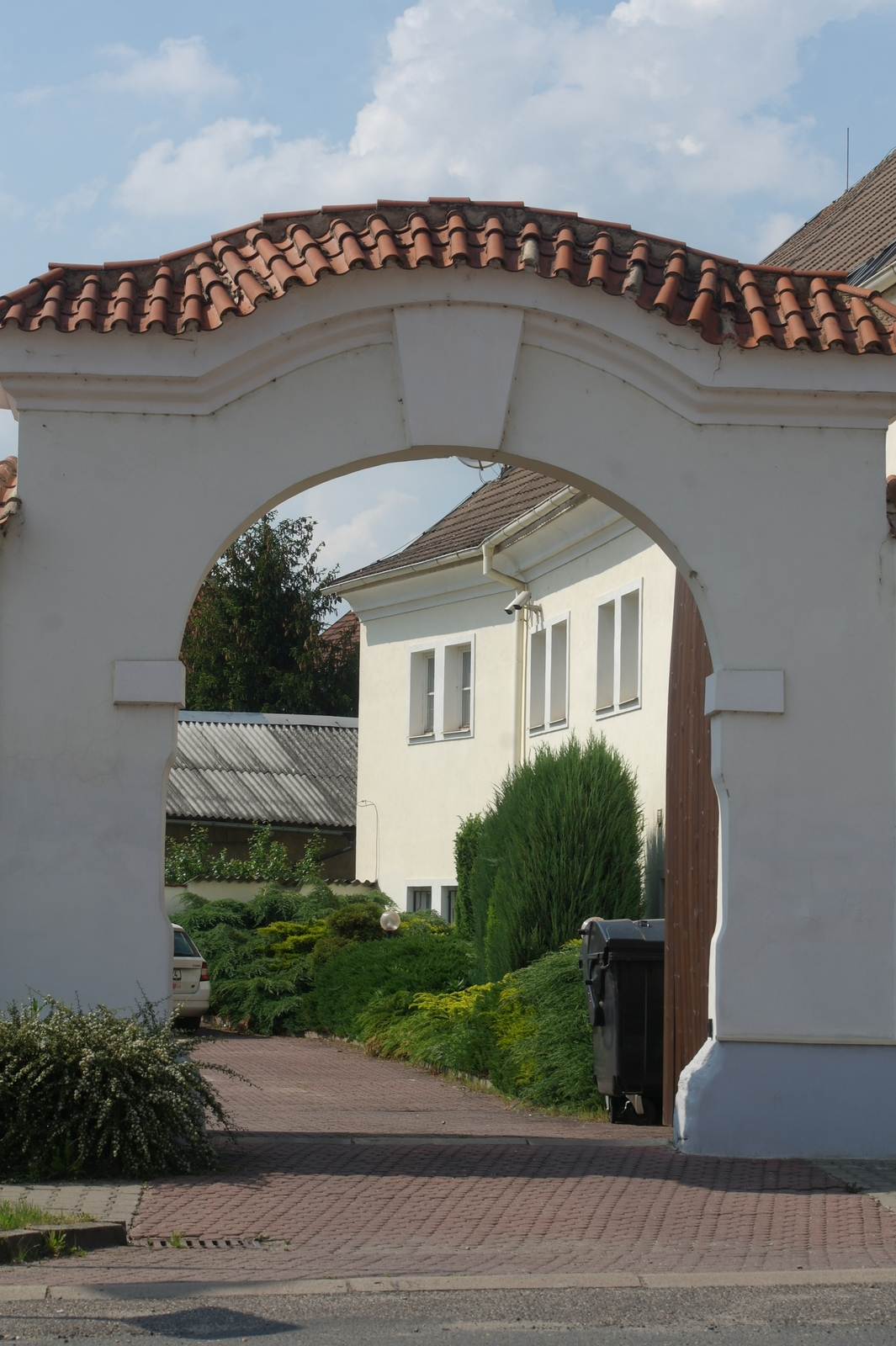
Brána do dvora